# Sulfatni minerali
Sulfatni minerali so razred mineralov, ki imajo v svojo strukturo vključen sulfatni ion SO2−
4. Pojavljalo se predvsem v evaporitnih depozitih, kot jalovina v hidrotermalnih žilah in sekundarni minerali v oksidacijski coni depozitov sulfidnih mineralov. Kromatni in manganatni minerali imalo podobno strukturo, zato so v klasifikacijskih sistemih mineralov pogosto priključeni k sulfatnim mineralom.
Med sulfatne minerale spadajo:
- Brezvodni sulfati
  - barit BaSO4
  - celestin SrSO4
  - anglezit PbSO4
  - anhidrit CaSO4
  - hanksit Na22K(SO4)9(CO3)2Cl

- Hidroksidni in hidrirani sulfati 
  - sadra CaSO4·2H2O
  - halkantit CuSO4·5H2O
  - kizerit MgSO4·H2O
  - starkejzit MgSO4·4H2O
  - heksahidrit MgSO4·6H2O
  - epsomit MgSO4·7H2O
  - meriadinit MgSO4·11H2O
  - melanterit FeSO4·7H2O
  - antlerit Cu3SO4(OH)4
  - brohantit Cu4SO4(OH)6
  - alunit KAl3(SO4)2(OH)6
  - jarozit KFe3(SO4)2(OH)6

## Nickel-Strunzova klasifikacija: 07 – sulfati
Sulfatni minerali imajo 32 družin, razdeljenih v deset razredov.

### Razred: Sulfati, selenati, telurati
- 07.A:  Sulfati (selenati...) brez dodatnih anionov, brez vode
  - 07.AB: s srednje velikimi kationi
  - 07.AC: s srednje velikimi in velikimi kationi
  - 07.AD: s samo velikimi kationi
- 07.B: Sulfati (selenati...) z dodatnimi anioni, brez vode
  - 07.BB: s srednje velikimi kationi
  - 07.BC: s srednje velikimi in velikimi kationi
  - 07.BD: s samo velikimi kationi
- 07.C: Sulfati (selenati...) brez dodatnih anionov, z vodo
  - 07.CB: s samo srednje velikimi kationi
  - 07.CC: s srednje velikimi in velikimi kationi
  - 07.CD: s samo velikimi kationi
- 07.D: Sulfati (selenati...) z dodatnimi anioni, z vodo
  - 07.DB:  s samo srednje velikimi kationi
  - 07.DC: s samo srednje velikimi kationi; verige oktaedrov s skupnimi oglišči
  - 07.DD: s samo srednje velikimi kationi; sloji oktaedrov s skupnimi robovi
  - 07.DE: s samo srednje velikimi kationi; neklasificirani
  - 07.DF: z velikimi in srednje velikimi kationi
  - 07.DG: z velikimi in srednje velikimi kationi; z NO3, CO3, B(OH)4, SiO4 ali IO3
- 07.E: Uranil sulfati
  - 07.EA: brez kationov
  - 07.EB: s srednje velikimi kationi
  - 07.EC: s srednje velikimi  in velikimi kationi
- 07.J: Tiosulfati
  - 07.JA: tiosulfati s svincem
- 07.X: Neklasificirani Strunzovi sulfati, selenati, telurati
  - 07.XX: neznani

### Razred: Kromati
- 07.F: Kromati
- 07.FA: brez dodatnih kationov
- 07.FB: z dodatnim O, V, S, Cl
- 07.FC: s PO4, AsO4, SiO4
- 07.FD: dikromati

### Razred: molibdati, volframati in niobati
- 07.G: Volframati, volframati, niobati
  - 07.GA: brez dodatnih anionov ali H2O
  - 07.GB: z dodatnimi alioni in/ali  H2O
- 07.H: Uranovi in uranil molibdati in volframati
  - 07.HA: u U4+
  - 07.HB: z U6+

## Sklic
1. ↑  Hurlbut, Cornelius S.; Klein, Cornelis (1985). Manual of Mineralogy (20 izd.). John Wiley & Sons, New York. COBISS 12123141. ISBN 0-471-80580-7.